# Andreas Schmid
Andreas Schmid es un esquiador paralímpico austríaco.

## Carrera
Representó a Austria en los Juegos Paralímpicos de Invierno de 1998 y en los Paralímpicos de 2006. 
En 1998 ganó la medalla de plata en el evento de descenso en la categoría LW2 masculino.

## Palmarés
| Año  | Competencia                          | Ubicación     | Posición      | Evento                       | Registro |
| ---- | ------------------------------------ | ------------- | ------------- | ---------------------------- | -------- |
| 1998 | Juegos Paralímpicos de Invierno 1998 | Nagano, Japón | Segundo lugar | Descenso masculino LW2       | 1: 08.55 |
| 1998 | Juegos Paralímpicos de Invierno 1998 | Nagano, Japón | Sexto lugar   | Eslalon Gigante LW2, Hombres | 2: 42,53 |
| 1998 | Juegos Paralímpicos de Invierno 1998 | Nagano, Japón | Noveno lugar  | Super-G LW2, hombres         | 1: 15,76 |
| 1998 | Juegos Paralímpicos de Invierno 1998 | Nagano, Japón | Octavo lugar  | Eslalon LW2, hombres         | 2: 02.15 |
| 2006 | Juegos Paralímpicos de Invierno 2006 | Turín, Italia | 42 °          | Descenso adaptado masculino  | 1: 33.07 |
| 2006 | Juegos Paralímpicos de Invierno 2006 | Turín, Italia | 34            | Super-G adaptado Masculino   | 1: 17,64 |